# Neopagetopsis ionah
Neopagetopsis ionah é uma espécie bentopelágica de peixes marinhos actinopterygii pertencentes à família Channichthyidae, os peixes-gelo. É encontrado no Oceano Antártico em profundidades de 20 a 900 metros. Tem uma distribuição circum-antártica na encosta continental e na plataforma continental, com os registros mais setentrionais das Shetland do Sul e das Ilhas Orkney do Sul.
N. ionah tem a maior colônia conhecida de peixes. Este peixe-gelo se reúne em uma colônia de reprodução com cerca de 60 milhões de ninhos em um trecho de pelo menos 240 quilômetros quadrados de fundo do mar.